# Lepidosperma striatum
Lepidosperma striatum är en halvgräsart som beskrevs av Robert Brown. Lepidosperma striatum ingår i släktet Lepidosperma och familjen halvgräs. Inga underarter finns listade i Catalogue of Life.